# Freetown (Nowy Jork)
Freetown – miasto w Stanach Zjednoczonych, w stanie Nowy Jork, w hrabstwie Cortland.